# Etiópia nos Jogos Olímpicos de Verão de 2000
Etiópia participou dos Jogos Olímpicos de Verão de 2000 em Sydney, Austrália.